# Mike Weir
Michael Richard Weir (12 de maio de 1970) é um jogador profissional de golfe do Canadá. Mike foi campeão do Masters de Golfe em 2003.

## Carreira

### Masters de 2003
Após treze anos o Masters de Golfe foi decidido em um playoff de desempate. Mike então superou Len Mattiace e se tornou o primeiro canadense campeão do torneio, além de ter sido também o primeiro canhoto em 40 anos a ficar com o título.

## Títulos

### Torneios Major´s (1)
| Ano  | Campeonato       | Resultados           | Margem    | Vice-campeão |
| ---- | ---------------- | -------------------- | --------- | ------------ |
| 2003 | Masters de Golfe | −7 (70-68-75-68=281) | Playoff 1 | Len Mattiace |

1 Derrotou Len Mattiace em um buraco no playoff